# Vladimir Gaćinović (piłkarz)
Vladimir Gaćinović (serb. cyr. Владимир Гаћиновић, ur. 3 stycznia 1966 w Trebinju) – serbski trener piłkarski i piłkarz grający na pozycji napastnika. Od 4 stycznia 2023 jest pierwszym trenerem czarnogórskiego klubu Dečić Tuzi.
Posiada także obywatelstwo bośniackie. Najbardziej kojarzony jest z klubem Leotar Trebinje, którego barwy reprezentował kilkukrotnie jako piłkarz, trener asystent i pierwszy trener.